# Casey Shaw
Joseph Casey Shaw (Libanon, 20. srpnja 1975.) američki je profesionalni košarkaš, s talijanskom putovnicom. Igra na poziciji centra, a trenutačno je član talijanskog kluba Scavolini Gruppo Spar.

## Karijera
Karijeru je započeo na sveučilištu Toledo, na kojem je prosječno postizao 13.8 poena i 7.7 skokova po susretu. Izabran je u 2. krugu (38. ukupno) NBA drafta 1998. od strane Philadelphia 76ersa. Većinu svoje karijere proveo je u Italiji igrajući za Pallacanestro Cantù, Pallacanestro Trieste, Pallacanestro Virtus Rim, Olimpiju Milano, Anwil Włocławek i Violu Reggio Calabriju, a u Europi je igrao još za latvijski BK Ventspils i španjolske klubove Melillu i Gran Canariju. 

## Talijanska reprezentacija
U rujnu 2004. dobio je talijansko državljanstvo, ali nikada nije zaigrao za talijansku košarkašku reprezentaciju.

## Vanjske poveznice
- Profil  Arhivirana inačica izvorne stranice od 26. svibnja 2009. (Wayback Machine) na Lega Basket Serie A
- Profil na Basketball-Reference.com
- Profil  Arhivirana inačica izvorne stranice od 14. ožujka 2016. (Wayback Machine) na ACB.com